# Biotopo Torbiera Tschingger
Biotopo Torbiera Tschingger este o arie protejată (arie specială de conservare — SAC, sit de importanță comunitară — SCI) din Italia întinsă pe o suprafață de 3,08 ha, integral pe uscat.

## Localizare
Centrul sitului Biotopo Torbiera Tschingger este situat la coordonatele 46°26′03″N 11°23′52″E / 46.4343°N 11.3979°E.

## Înființare
Situl Biotopo Torbiera Tschingger a fost declarat sit de importanță comunitară în septembrie 1995 pentru a proteja 2 specii de animale. Situl a fost protejat și ca arie specială de conservare în noiembrie 2016.

## Biodiversitate
Situată în ecoregiunea alpină, aria protejată conține 5 habitate naturale: Lacuri și iazuri distrofice naturale, Păduri acidofile de Picea de la nivel montan la nivel alpin (Vaccinio-Piceetea), Turbării active, Mlaștini turboase de tranziție și turbării mișcătoare, Mlaștini împădurite.
La baza desemnării sitului se află mai multe specii protejate de  păsări (2): gușă vânătă (Cyanecula svecica), becațină comună (Gallinago gallinago)
Pe lângă speciile protejate, pe teritoriul sitului au mai fost identificate 14 specii de plante, 1 specie de păsări, 1 specie de amfibieni.